# Heereszeugamt
Das Zeughaus bzw. Zeugamt war ursprünglich ein Gebäude zur Aufbewahrung von Waffen und sonstigem Kriegsmaterial (Arsenal), zum Beispiel das Berliner Zeughaus aus dem Jahr 1796. In der Weimarer Republik gab es entsprechend den Bestimmungen des Versailler Vertrages sieben Wehrkreise mit je einem Heereszeugamt. Das nationalsozialistische Deutschland erhöhte diese bis 1937 auf 13. 1940 gab es 18 Wehrkreise und Heereszeugämter sowie zwei weitere im „Protektorat Böhmen und Mähren“.

## Organisation

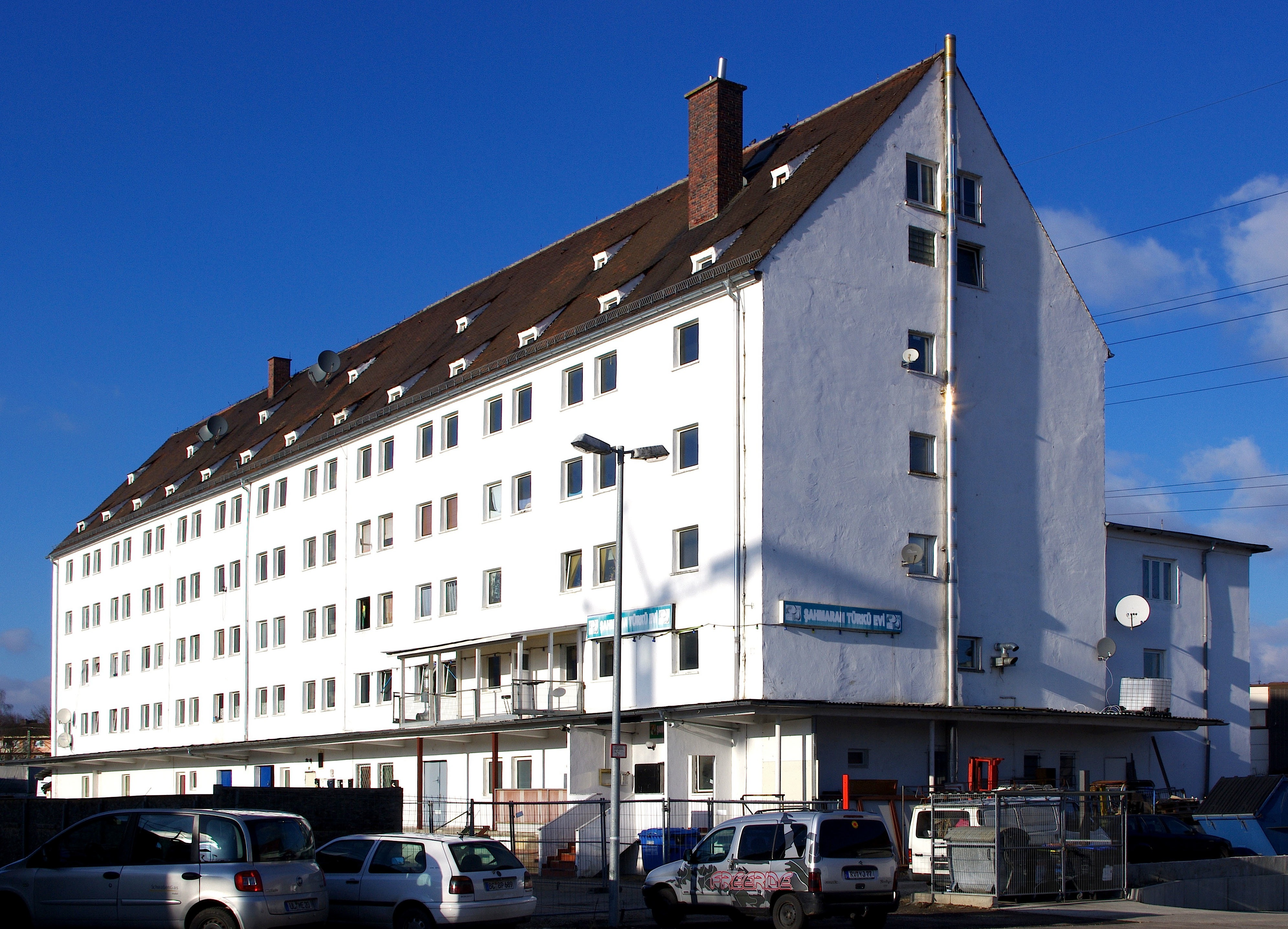
Ehemaliges Heereszeugamt in Neu-Ulm

Die Heereszeugämter des Deutschen Reiches unterstanden von 1935 bis 1945 den einzelnen Kommandos ihres entsprechenden Wehrkreises und hatten Heeresnebenzeugämter in ihrem Bereich. Das Heereszeugamt Unna zum Beispiel war zuständig für den Wehrkreis Münster und hatte Heeresnebenzeugämter in Dortmund, Mülheim, Osnabrück, Münster, Köln, Düsseldorf, Bielefeld und Aachen.

## Aufgaben
Heereszeugämter waren Dienststellen des Heeres, die die in ihrem Wehrkreis erzeugten Produkte von der Industrie abnahmen, das heißt, sie haben die Rüstungsgüter mit den Aufträgen verglichen, die Toleranzen überprüft und Funktionstests gemacht. Bei ordnungsgemäßer Produktion wurde das Produkt abgenommen und mit einem Abnahmestempel versehen. Die Heereszeugämter prüften alles von Knöpfen bis zu Panzern. Ferner haben die Heereszeugämter die abgenommenen Produkte gelagert und auch versandt.

## Ausrüstungen zur Feldverwendungsfähigkeit
Die Heereszeugämter rüsteten die Waffen bzw. Ausrüstungsgegenstände, falls notwendig, vollständig aus und stellten die Feldverwendungsfähigkeit her, d. h., bei Panzern wurden diese zum Beispiel mit Munition, Bordwaffen (= lose mitgeführte Handwaffen), Funkgerät, Werkzeug und Zubehör ausgerüstet.
Nach Abnahme durch eine Kommission meldete das Heereszeugamt den täglichen Bestand der feldverwendungsfähigen Waffen bzw. Ausrüstungsgegenstände an das OKH/Allgemeine Heeresamt. Damit war ein genauer Überblick über den Bestand an Waffen bzw. Ausrüstungsgegenständen in den Heereszeugämtern jederzeit vorhanden.

## Verteilung
Aufgrund des Vorschlages des Generalinspekteurs der jeweiligen Waffengattung an das OKH wurde die Verteilung der Panzer, Geschütze, Fahrzeuge, Waffen und Ausrüstungsgegenstände entsprechend durchgeführt. Sie wurden von den Heereszeugämtern mit dem vom Ersatzheer gestellten Begleitpersonal den Frontverbänden im Eisenbahntransport zugeführt. Nach Übergabe an die Truppe kehrte das Begleitpersonal zum Ersatzheer zurück.

## Zweiter Weltkrieg
Mit zunehmendem Arbeitskräftemangel wurden im Zweiten Weltkrieg auch Kriegsgefangene, Zwangsarbeiter aus Osteuropa und KZ-Häftlinge in den Heereszeugämtern eingesetzt. Aufgrund der überragenden Bedeutung für den deutschen Frontnachschub griffen anglo-amerikanische Bomberverbände im Herbst 1944 und Frühjahr 1945 Heereszeugämter und Bahnhöfe der jeweiligen Städte an, so zum Beispiel das Mainzer Heereszeugamt im September 1944, auf das über 1123 Sprengbomben abgeworfen wurden. Trotzdem war es bemerkenswert, dass die Waffenlieferungen der Heereszeugämter an die Fronten im Dezember 1944 für fast sämtliche Waffenarten ihren absoluten Höhepunkt erreichten. In Unna forderte am 23. März 1945 ein Tagesluftangriff auf den Bahnhof und das nahegelegene Messingwerk innerhalb von 15 Minuten 113 Tote, darunter 39 russische Kriegsgefangene. Auch ein mit Panzern beladener Güterzug des Heereszeugamtes in Unna wurde dabei zerstört. Das Heereszeugamt in Ingolstadt, eines der größten Heeresmagazine in Süddeutschland, wurde am Luftangriff auf Ingolstadt am 5. April 1945 von 211 Bombern des Typs Boeing B-17 Flying Fortress angegriffen, die über 600 Tonnen Sprengbomben abwarfen und das Zielobjekt zu mehr als 70 % zerstörten. Fast alle anderen Heereszeugämter wurden 1945 noch kurz vor Kriegsende ebenfalls angegriffen, um den deutschen Zusammenbruch zu beschleunigen.